# Moneta meme
La moneta meme (meme coin o memecoin) è utilizzato per indicare una tipologia di criptovalute nate da meme di Internet o comunque caratterizzate da un intento umoristico.
Viene a volte utilizzato in senso più ampio per criticare il mercato delle criptovalute nel suo complesso o per paragonare in modo sprezzante una criptovaluta a quelle più diffuse e affermate.
Il termine è spesso usato in modo dispregiativo, paragonando il valore o la performance di queste criptovalute a quello degli asset digitali tradizionali. I sostenitori, invece, osservano che alcune memecoin hanno acquisito valore sociale e alte capitalizzazioni di mercato.

## Storia
Verso la fine del 2013 venne lanciata Dogecoin, una criptovaluta creata per scherzo da due ingegneri informatici attorno al meme Doge. Il lancio di Dogecoin ispirò la creazione di diverse altre monete meme. Nell'ottobre 2021 ne esistevano oltre 120. Esempi notevoli sono Dogecoin e Shiba Inu.
Nei giorni antecedenti al suo giuramento come 47º Presidente degli Stati Uniti d'America, che ha avuto luogo il 20 gennaio 2025, Donald Trump ha lanciato la moneta meme $TRUMP. Lo stesso ha fatto la First Lady Melania Trump con la sua $MELANIA.
Nel febbraio 2025, la Repubblica Centrafricana ha lanciato la sua moneta meme ufficiale, $CAR, dopo il fallimento della sua prima moneta, Sango.